# Storavan (Tärna socken, Lappland)
Storavan är en sjö i Storumans kommun i Lappland och ingår i Umeälvens huvudavrinningsområde. Sjön har en area på 0,14 kvadratkilometer och ligger 456,2 meter över havet.

## Delavrinningsområde
Storavan ingår i det delavrinningsområde (730346-146664) som SMHI kallar för Ovan VDRID = Tängvattsbäcken i Umeälvens vattendr*. Medelhöjden är 596 meter över havet och ytan är 16,58 kvadratkilometer. Räknas de 80 avrinningsområdena uppströms in blir den ackumulerade arean 885,19 kvadratkilometer. Avrinningsområdets utflöde Umeälven mynnar i havet. Avrinningsområdet består mestadels av skog (56 procent) och kalfjäll (22 procent). Avrinningsområdet har 0,89 kvadratkilometer vattenytor vilket ger det en sjöprocent på 5,4 procent. Bebyggelsen i området täcker en yta av 1,04 kvadratkilometer eller 6 procent av avrinningsområdet.